# ARO 24
ARO 24 byla série rumunských automobilů vyráběných automobilkou ARO (Automobil Romanescu, tedy „rumunský automobil“) v sedmdesátých a osmdesátých letech 20. století.

## Historie
Automobilka vyráběla úspěšný vůz M461, který vyvážela do zahraničí, především do Číny a Kolumbie, ale několik modelů se exportovalo i do Československa, kde si je mohli koupit rovněž soukromí zájemci. Automobil sklízel úspěchy ve sportovních soutěžích, kdy roku 1970 zvítězil na belgické Forest Rally a o tři roky později (1973) vyhrál Sons of Beaches v Oregonu ve Spojených státech amerických.
Roku 1966 začali konstruktéři automobilky ARO pracovat na dalším vozidle do terénu. Práce dokončili roku 1970 a následující rok se s výsledky svého snažení pochlubili na automobilovém veletrhu v Lipsku. Podle některých zdrojů prezentovala automobilka vozidlo ještě roku 1972 na výstavě v americkém Detroitu.
Vozidlo se produkovalo v celkem šesti základních verzích karoserie:
| Typové označení | Fotografie | Charakteristické znaky                                             |
| --------------- | ---------- | ------------------------------------------------------------------ |
| ARO 240         |            | Dvoje dveře a skládací textilní střecha                            |
| ARO 241         |            | Čtyři boční dveře                                                  |
| ARO 242         |            | Dvoumístný otevřený pick-up                                        |
| ARO 243         |            | Dvoudvéřová kovová karosérie kombi s pevnou, odnímatelnou střechou |
| ARO 244         |            | Pětidvéřová kovová karosérie kombi s pevnou, odnímatelnou střechou |

Na počátku sedmdesátých let 20. století uspořádala společnost Ford Europe rozsáhlé prověřování terénních vozidel. Zvítězil Range Rover, druhé místo obsadilo ARO 240 a za ním skončil Willys Jeep následovaný Fordem Bronco.
První série vozidel ARO 24 se vyráběla mezi roky 1972 a 1976. Charakteristická byly hranatými předními světlomety použitými i u vozů značky Dacia a zadními světlomety převzatými z modelu IMS. Když roku 1977 prošel automobil redesignem, získal vpředu okrouhlé světlomety, které se nejdříve montovaly samostatně a od roku 1985 ve dvojicích na každé straně. Spolu s tím upravili návrháři i přední masku vozidla.
Vozidlo se hodilo do terénu, kde zvládalo překonávat příkrá stoupání. Poradilo si i s brodem o hloubce 60 centimetrů. Umožňovalo rovněž jízdu s náhonem všech čtyř kol. Zájem o vozidlo projevili nejen domácí, rumunští, odběratelé, ale uplatnění našel i v zahraničí, a sice v Austrálii, v Kanadě či ve Spojených státech amerických. Se srovnatelnými vozy nabízel obdobný jízdní komfort, avšak za výhodnější (nižší) cenu. Zájem o ARO 24 na Pyrenejském poloostrově dosahoval té míry, že se vozidlo vyrábělo jak přímo ve Španělsku, kde dostalo jméno „Hisparo“, tak pod názvem „Portaro“ také v Portugalsku. Do roku 1985 se vyrobila rumunská továrna odhadem 125 000 vozidel ARO 24 a z toho téměř čtyři pětiny (93 000 vozidel) bylo určeno na vývoz. Jeden automobil verze 244 si v upravené verzi objednal i rumunský vládce Nicolae Ceaușescu.
Po roce 1989 se spektrum nabízených motorů do vozidla ARO 24 neustále zvětšovalo, takže automobil poháněly jednotky od Andorie, Chrysleru, Daewoo, Peugeotu, Fordu či turbodiesel vyvinutý automobilkou Toyota. Rozšířila se i nabídka karosářských verzí o nákladní ARO 320, sanitku ARO 323 či taxíky ARO 328 Maxi a ARO 328 Maxi Taxi určené pro šest cestujících. Další modernizace se uskutečnily v letech 1995 a 1998. Konec výroby nastal roku 2006, kdy zkrachovala celá automobilka ARO.

## Motoristické soutěže
Upravené vozy se účastnily i motoristických soutěží, a to především v polovině osmdesátých let 20. století. Například roku 1984 jely dvě auta rallye Paříž Dakar. Pod startovním číslem 232 se představila posádka Gerárd Sarrazin a Michel Guegan, pod číslo 233 absolvovali závod Christian Avril s Pierrem Rousseau. Následující ročník (1985) vyrazili znovu, kdy Gerárd Sarrazin jel s Gerárdem Troublém ve vozidle označeném startovacím číslem 217 a Christian Avril s Pierrem Rousseau měli 218. Ani jeden ze závodních týmů však do cíle nedojel. Naposledy jelo ARO 24 závod roku 1986, kdy jej řídil Jean-Louis Schlesser, ani tentokrát však cíle nedosáhl. Úspěšnější byl v roce 1984 automobil v klání Rallye faraonů, který posádka Christian Avril a Gerárd Troublé jedoucí ve voze Aro–Chrysler vyhrála.

## Technické údaje vozidla
Automobil dosahoval délky 4033 milimetrů a šířky 1775 milimetrů, přičemž rozvor jeho náprav činil 2350 milimetrů. Na výšku měl 1988 milimetrů. Poháněl ho motor Renault L25, který se povedlo licenčně získat. Byl to benzinový řadový čtyřválec s obsahem 2495 kubických centimetrů a výkonem 83 koní odpovídající 62 kilowattům. Posléze navíc přibyl vznětový motor rumunské provenience o obsahu 3119 kubických centimetrů a výkonem 68 koní.
Maximální rychlost, jakou dokázal automobil vyvinout, činila 115 kilometrů v hodině a spotřeba se pohybovala na úrovni 14 litrů paliva na 100 kilometrů. Pohotovostní hmotnost činila 1550 kilogramů a užitková 650 kilogramů.